# Dépenses fréquentes en liquide
Les dépenses fréquentes en liquide (DFL) sont un type de dépenses composant la consommation finale des ménages, lesquelles se différencient des « autres dépenses » (non-DFL).
L’évolution différente des indices de prix de ces deux types de dépenses permet d’expliquer en partie pourquoi l’inflation ressentie par une grande partie de la population est supérieure à celle mesurée par les indices des prix à la consommation. Le concept est proche de ceux de dépenses pré-engagées et de dépenses contraintes.

## Le concept de DFL
Le consommateur est beaucoup plus sensible aux variations (surtout les hausses) des biens de consommation courante, les produits et services « consommés tous les jours » et payés en liquide.
Peuvent ainsi être isolées dans les dépenses de consommation les « dépenses fréquentes en liquide » (DFL), qui sont des dépenses fréquentes (par exemple, réalisées en général au moins une fois par mois) et payées en liquide : monnaie, carte de crédit, chèque et moyens similaires et non par prélèvement automatique.
À l'inverse, les dépenses « non DFL » sont alors les dépenses pré-engagées et les dépenses occasionnelles (réalisées en général moins d’une fois par mois). Une croissance plus rapide de l’indice des prix des DFL, comparée à celle de l’indice des non-DFL, pourrait expliquer au moins en partie la raison pour laquelle de nombreux consommateurs sont convaincus que les prix augmentent plus rapidement que ne le montrent les indices de prix à la consommation habituels.

## Résultats

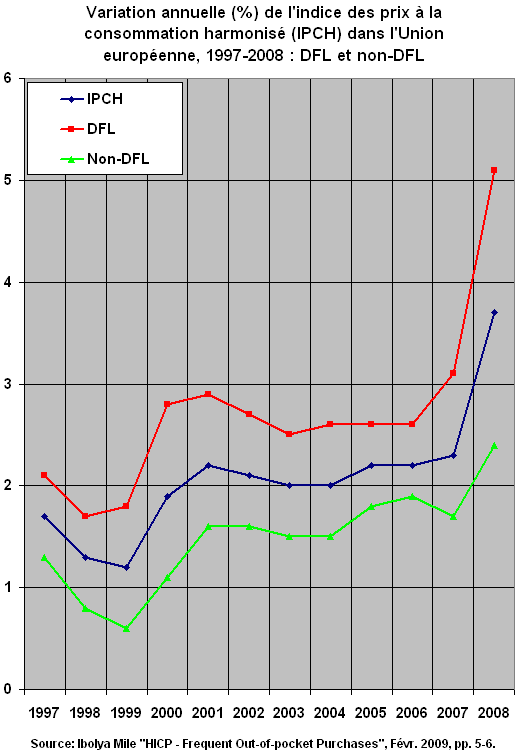
IPCH: DFL & non-DFL, 1997-2008

Utilisant les données de l’indice des prix à la consommation harmonisé (IPCH) des États membres de l'Union européenne, Eurostat a ainsi calculé un indice des prix des DFL, couvrant 45,6 % du total de la consommation des ménages en 2009, et un indice des non-DFL (54,4 % du total). L’IPCH est égal la moyenne pondérée des deux indices.
Comme le premier graphique l’indique, l’indice des prix des DFL a depuis 1997 toujours été largement supérieur à celui des non-DFL : les prix des biens et services faisant partie des dépenses courantes payées en liquide augmentent systématiquement plus vite que les dépenses occasionnelles et les dépenses pré-engagées. Un examen des indices de janvier 2006 à janvier 2009 en glissement (indice des prix du mois sur les prix du même mois de l’année précédente) montre que la différence s’est considérablement accrue à partir de la mi-2007, à la suite de la forte hausse des prix des produits alimentaires et des carburants.

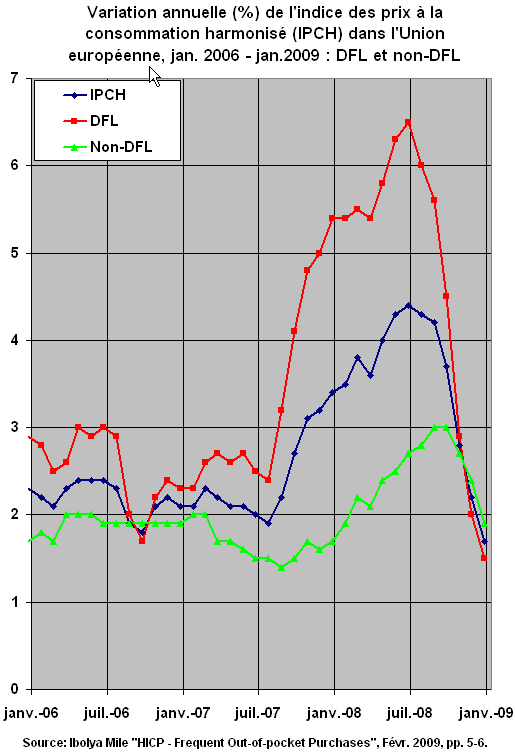
IPCH: DFL & non-DFL, jan.2006-jan.2009

De plus, depuis décembre 2008, et pour la première fois en 12 ans, l’indice des prix des DFL croît moins vite que celui des non-DFL (second graphique). Pour certains observateurs à cette époque, ce phénomène était susceptible d'entraîner chez un grand nombre de consommateurs un ressenti de la hausse des prix moindre que l'inflation réelle et par voie de conséquence une reprise de la consommation des ménages.

## Définition opérationnelle des DFL par Eurostat
Les DFl incluent (codes COICOP entre parenthèses) 
- (1) & (2) toutes les dépenses de consommation de produits alimentaires, boissons et tabac ,
- (3) le nettoyage, réparation et location de vêtements ;
- (5) les biens et services pour l'entretien courant de l'habitation ;
- (6) les Produits pharmaceutiques ;
- (7) les carburants, lubrifiants et autres services relatifs aux véhicules personnels ; le transport de voyageurs par chemin de fer et par route et le transport combiné de voyageurs ;
- (8) les services postaux ;
- (9) les supports d'enregistrement, animaux d'agrément et produits liés, services vétérinaires et autres pour les animaux d'agrément, services sportifs et récréatifs et services culturels. L’édition, les journaux et périodiques, les imprimés divers et les articles de papeterie et de dessin ;
- (11) les services de restauration ;
- (12) les dépenses de soins personnels (salons de coiffure, etc.).

Les DFL excluent :
- (3) les dépenses d’articles d’habillement et articles chaussants ;
- (4) les dépenses de logement, eau, électricité, gaz et autres combustibles (rarement payées en liquide) ;
- (5) les meubles et articles de ménage ;
- (6) les produits et services de santé autres que les médicaments ;
- (7) les véhicules, pièces détachées, réparation de véhicule personnel, le transport aérien et par bateau ;
- (8) les équipements et services de téléphone et de télécopie ;
- (9) les dépenses de loisirs et culture non retenues plus haut ;
- (10) les dépenses d’enseignement et d’éducation ;
- (11) les services d'hébergement (hôtels) ;
- (12) les dépenses pour autres biens et services non retenues plus haut.